# بيج سانت جون
بيج سانت جون (بالإنجليزية: Paige St. John)‏ هي صحفية أمريكية، (و. القرن 20  م).